# Llwynfor
Llwynfor ist eine Megalithanlage beim Ort Rhiw in Gwynedd an der Spitze der Lleyn-Halbinsel in Wales. Ihr großer Deckstein wurde von seinen Tragsteinen gestürzt. Einige dieser Steine, sowie die des zugehörigen Cairns sind aber noch vorhanden. Aufgrund des Zerstörungsgrades kann die Anlage nicht eindeutig bestimmt werden. Vermutlich war es jedoch ein Portal-Dolmen, oder die Anlage gehört in diese „Tradition“. 

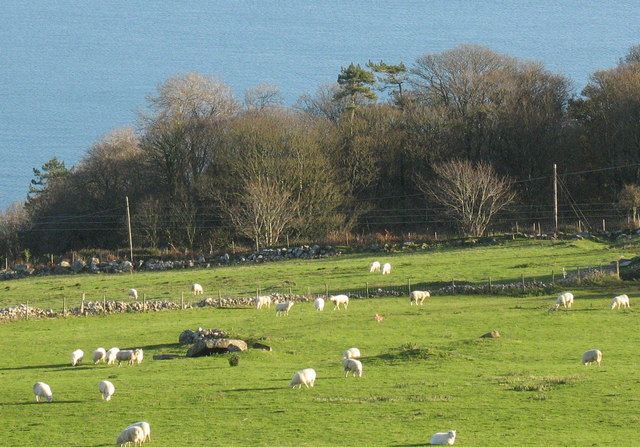
Llwynfor

Der klassische Portal-Dolmen ist eine quadratische Anlage, die an der Frontseite ein Portal besitzt. Die Kammer wird mit einem riesigen Deckstein bedeckt, der bis zu 100 Tonnen wiegen kann. Offensichtlich waren viele Portal-Dolmen von Cairns bedeckt, aber einigen fehlte jeder Hinweis auf einen Hügel. Es ist inzwischen anerkannt, dass Portal-Dolmen am Beginn der Jungsteinzeit in den Jahrhunderten nach 4000 v. Chr. errichtet wurden. Sie sind auf den Kanalinseln, in Cornwall und auf beiden Seiten der Irischen See zu finden, also auch in Irland, nicht aber auf der Isle of Man. Dass die Portal-Dolmen von Wales und Irland sich sehr ähnlich sind, weist auf eine gemeinsame religiöse Tradition. 
In der Nähe liegen die Portal Tombs Tyn Fron und Tan y Muriau.